# Igreja Independente Síria Malabar
A Igreja Síria Independente de Malabar (malaiala: മലബാർ സ്വതന്ത്ര സുറിയാനി സഭ), também conhecida como Thozhiyur Sabah (malaiala: തോഴിയൂർ സഭ), é uma comunidade cristã existente em Kerala, Índia.
Foi criada a partir dos Cristãos de São Tomé.

### Em vernáculo
1. Mathew, N.M. (2007). Malankara Marthoma Sabha Charitram, (History of the Marthoma Church), Volume 1.(2006) and Volume II (2007). Pub. E.J.Institute, Thiruvalla
2. Kochumon, M.P., (1995) Parisuddha Kattumangatte Bavamar. (The saintly bishops of Kattumangattu)  Pub. By Most Rev.Joseph Mar Koorilose Metropolitan.
3. Porkulam, A.K.C.. (2003) Parisudha Kattumangatte Bavamar Thiruvachanathiludey.(St. Kattumangattu bishops through the Bible), Trissur.
4. Varughese, Rev.K.C., (1972). Malabar Swathantra Suryani Sabhyude Charitram (History of the Malankar Independednt Suryani Church)